# Diamesa tskhomelidzei
Diamesa tskhomelidzei är en tvåvingeart som beskrevs av Kownacki 1973. Diamesa tskhomelidzei ingår i släktet Diamesa och familjen fjädermyggor. Inga underarter finns listade i Catalogue of Life.